# Criconemoides simile
Criconemoides simile är en rundmaskart. Criconemoides simile ingår i släktet Criconemoides och familjen Criconematidae. Inga underarter finns listade i Catalogue of Life.